# バウルツァン・ムハメドツァノフ
バウルツァン・ムハメドツァノフ（Бауыржан Әлімұлы Мұхаметжано、1960年11月26日 - ）は、カザフスタン共和国の政治家。上院議員。元内務相。

## 経歴
ジャンブイル州メルケ村出身。1983年、S.M.キーロフ名称カザフ国立大学を卒業。法学科学準博士。
1990年～1994年、カザフ・ソビエト社会主義共和国最高会議の先任顧問、班主任、立法問題・法律鑑定・分析課主任、議長書記局主任、カザフスタン共和国最高会議の立法問題・法律鑑定・分析課主任として働く。
1994年～1997年、大統領府立法課副主任、主任。1997年～2000年、法務相。
2000年、大統領府副長官/国家法律課主任。2002年1月～2003年6月、副首相。2003年6月、大統領府副長官、2004年3月、大統領府副長官/組織監督業務・人事政策局長、同年6月、大統領府副長官/国家法務局長。
2005年10月14日、内務相に任命。2009年4月2日、大統領により上院議員に任命。

## パーソナル
妻帯、2女を有する。第1回カザフスタン・ゴルフ愛好会競技会銅賞。
「パラサート」勲章、「三等バルス」勲章、メダル2個、名誉賞状を受章。